# Bertha Caraveo Camarena
Bertha Alicia Caraveo Camarena (Chihuahua, 9 de enero de 1954) es una política mexicana, fundadora y miembro del Movimiento Regeneración Nacional. Fue senadora por el estado de Chihuahua de 2018 a 2024.

## Trayectoria académica
Bertha Caraveo es licenciada en Psicología y maestra en Planeación y Desarrollo Urbano por la Universidad Autónoma de Ciudad Juárez; institución de la que fue docente e investigadora de 1990 a 2015, y en la que ocupó la dirección de la Escuela de Sociología del Instituto de Ciencias Sociales y Administración (ICSA) y del plantel de la misma en Nuevo Casas Grandes de 2003 a 2006.

## Trayectoria política
Fundadora del Movimiento Regeneración Nacional en el estado de Chihuahua desde 2012, fue además miembro del consejo consultivo del partido en estado y consejera nacional. En las elecciones de 2015 fue candidata a diputada federal por el distrito 3 de Chihuahua, no logrando obtener el triunfo.

### Senadora por Chihuahua (2018-2024)
En 2018 fue postulada por el Movimiento Regeneración Nacional como candidata a senadora en primera fórmula por la coalición Juntos Haremos Historia siendo acompaña en la segunda fórmula por Cruz Pérez Cuéllar. En las elecciones del 1 de julio de 2018, Caraveo y Pérez Cuéllar fueron electos senadores por el principio de la mayoría relativa, al obtener su fórmula el 36.26% de los votos para las  legislaturas LXIV y LXV, del último año al de 2024. En el Senado es presidenta del comisión de Asuntos Fronterizos y Migratorios; e integrante de las comisiones de Ciencia y Tecnología; para la Igualdad de Género; de Relaciones Exteriores; y de Relaciones Exteriores, América del Norte.